# Fernabsatzvertrag
In Deutschland wird ein Fernabsatzvertrag zwischen einem Unternehmer und einem Verbraucher über Fernkommunikationsmittel abgeschlossen. Er umfasst die Lieferung von Waren (Kaufvertrag) oder die Erbringung von Dienstleistungen (Dienstvertrag, Geschäftsbesorgungsvertrag, Mietvertrag, Werkvertrag, Maklervertrag, Partnerschaftsvermittlung, Vermittlung von Reiseleistungen).
Die Fernkommunikationsmittel müssen im Rahmen eines Vertriebs- oder Dienstleistungssystems genutzt werden, das eigens für den Fernabsatz organisiert ist (§ 312c BGB).

## Rechtliches

### Widerrufsrecht
Einem Verbraucher steht – von einigen Ausnahmen abgesehen – nach § 312g Abs. 1 BGB ein umfangreiches Widerrufsrecht gemäß § 355 BGB zu.

### Ausnahmen
Ausgenommen von dem Widerrufsrecht sind allerdings Versteigerungen (§ 312g, § 156 BGB). „Online-Auktionen“ unterliegen jedoch nach einer Entscheidung des Bundesgerichtshofs nicht diesem Ausschluss, soweit kein Zuschlag erfolgt, da die Vorschrift des § 156 BGB nicht auf die Form einer Versteigerung abstellt, sondern auf die Form des Vertragsschlusses durch Zuschlag. Sofern bei einem Online-Auktionshaus der Vertrag schlicht mit Ablauf einer festgelegten Laufzeit o. Ä., also nicht durch eine von einem Auktionator abgegebene Willenserklärung, zustande kommt, fehlt es am Zuschlag und damit an einer Auktion im Sinne von § 156 BGB. Auch Bürgschaftsverträge fallen nach Ansicht des Bundesgerichtshof nicht in den Anwendungsbereich des § 312 Abs. 1 BGB, weil sie einseitig den Bürgen verpflichten und damit keine entgeltliche Leistung des Unternehmers zum Gegenstand haben. Eine Erstreckung des Widerrufsrechts gem. §§ 355 Abs. 1, 312g Abs. 1, 312 Abs. 1 BGB im Wege der Analogie oder einer richtlinienkonformen Auslegung scheide aus, was von der Literatur als Verstoß gegen die zugrunde liegende Richtlinie 2011/83/EU kritisiert wird.